# Reptielenzoo "SERPO"
Reptielenzoo "SERPO" is een Nederlands centrum voor slangen, krokodillen en andere reptielen sinds 2011 gevestigd in Rijswijk (ZH). Het huisvest Nederlands grootste collectie (gif)slangen en krokodillen. Het zorgt voor educatie, opvang en nakweek van diverse herptologische levensvormen.

## Geschiedenis
Serpo werd in 1982 opgericht door de huidige directeur, Walter Getreuer, die ervaring had opgedaan als medeorganisator van de Italiaanse Atrox-expositie, die in Nederland in 1981 Rotterdam, Amsterdam en Groningen aandeed. Hij verzorgde hierbij de public relations en gaf de tentoonstelling een educatief karakter. Hieruit kwam voort, dat hij zelf een expositie wilde gaan opzetten en deed dit onder de naam Serpo.
Als reizende reptielententoonstelling werden veel plaatsen in Nederland bezocht met een educatief doel. In totaal stonden er 150 terraria, waar de meest uiteenlopende soorten reptielen werden getoond. In begin jaren 90 werd echter naar een vaste locatie gezocht die in 1993 gevonden werd in een leegstaand oud gebouw van de Rijksgebouwendienst aan de Hooigracht in Delft. Medio april van dat jaar werd de permanente tentoonstelling onder de naam SERPO’s REPTIELENZOO geopend met een publiekstoegang vanaf het Stationsplein. Begin 2009 werd het centrum in Delft gesloten in verband met de aanleg van de Delftse spoortunnel, waarvoor de bebouwing moest wijken. Serpo trok in Delft jaarlijks ongeveer 32.500 bezoekers.
Een tijdelijk onderkomen voor de dieren werd gevonden in een ruimte in de Binckhorst in Den Haag, echter zonder bezoekmogelijkheid.
In 2014 werd een nieuwe vestiging gevonden in een gebouw van een voormalige drukkerij in de Plaspoelpolder in Rijswijk. Deze permanente zoo, vanaf dan geheten ReptielenZoo SERPO, waar slangen, krokodillen, varanen, hagedissen, schildpadden en vissen ruime huisvesting vonden, is tot op heden nog niet geopend voor bezoekers. 